# Jardines de los monumentos (bahaísmo)
Los jardines de los Monumentos son un conjunto monumental de pequeños jardines que reúnen las tumbas de cuatro de los familiares más cercanos de Baha'ullah, creador del bahaísmo, y figuras dominantes de la misma. Ubicados en la ladera septentrional del Monte Carmelo, Haifa (Israel), al este del Arco bahaí y más abajo que el mausoleo del Báb, fueron diseñados y construidos por Shoghi Effendi entre 1932 y 1939.

## Monumentos

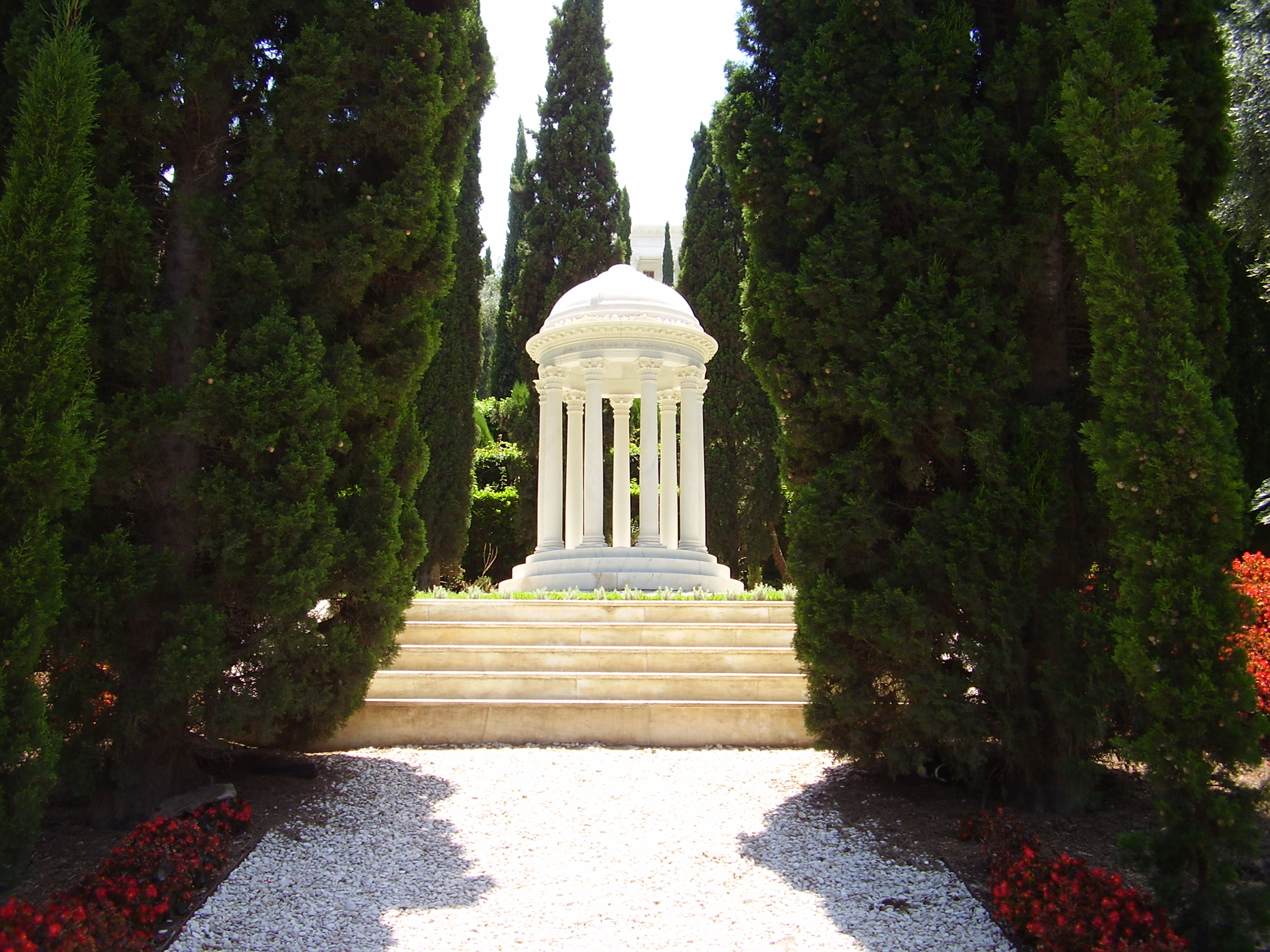
Tumba y monumento a Bahíyyih Khánum

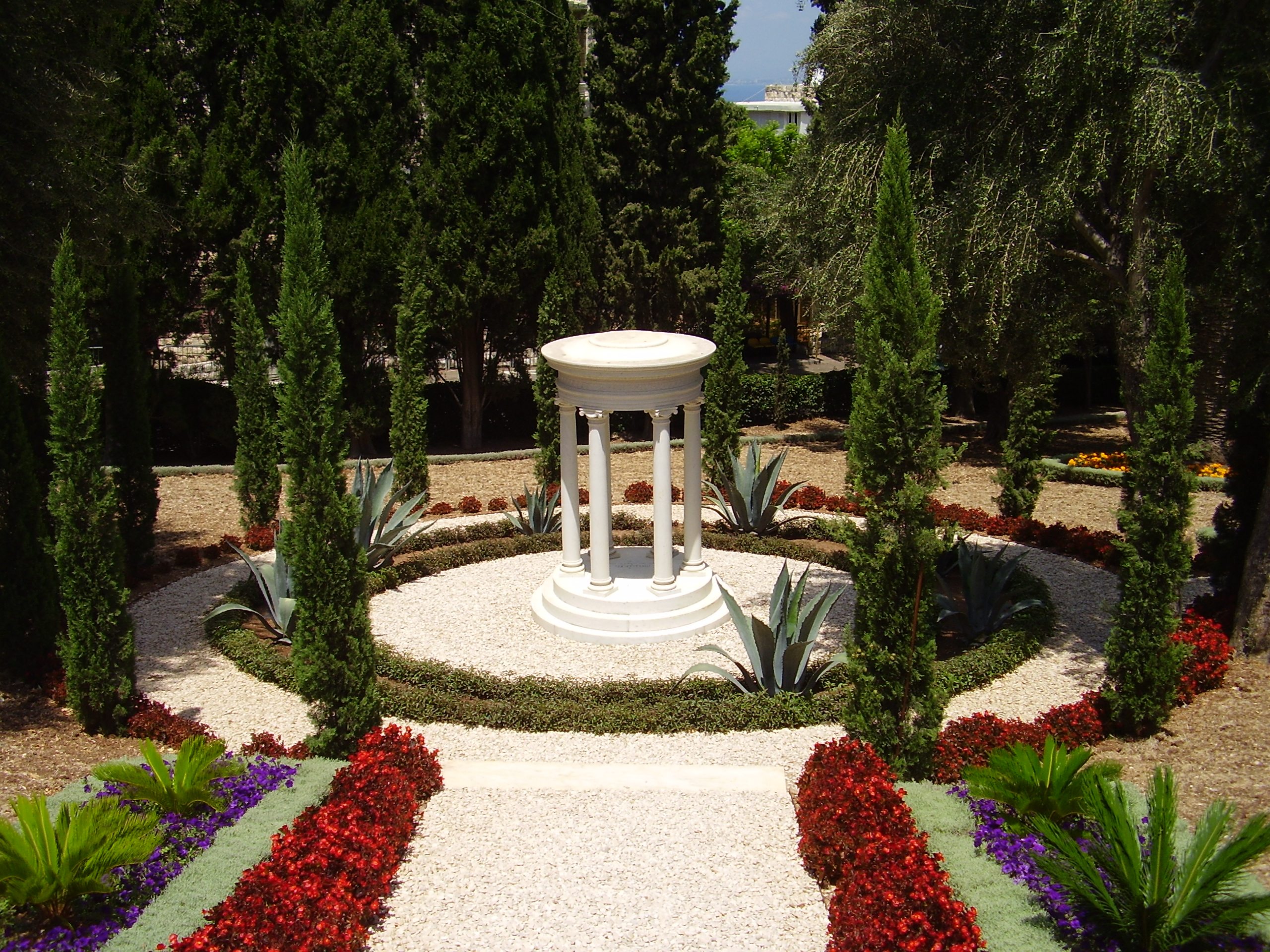
Tumba y monumento a Munirih Khánum

Las cuatro tumbas y sus correspondientes monumentos comparten a escala más reducida el mismo estilo arquitectónico de muchos de los principales edificios bahaíes, incluyendo las sedes de las instituciones del Arco bahaí. En ellas reposan los restos mortales de las siguientes personas:

#### Navváb
Ásíyih Khánum (pronunciado Asía Janum; 1820-1886), más conocida por los sobrenombres Navváb ("la más gloriosa entre las hojas") y Madre de la consolación, fue primera mujer de Baha'ullah. Es considerada personaje sagrado de la fe bahaí.

#### Bahíyyih Khánum
Bahíyyih Khánum (pronunciado Bahía Janum; 1846-1932) fue la única hija de Baha'ullah y Navváb. Apodada "La Gran hoja sagrada", es considerada personaje sagrado de la fe bahaí.

#### Mirzá Mihdí
Mirzá Mihdí (1848-1870) fue el hijo menor de Baha'ullah y Navváb. Apodado "La más pura de las ramas", es considerado personaje sagrado de la fe bahaí.

#### Munirih Khánum
Munirih Khánum (pronunciado Muniri Janum; 1847-1938) fue la mujer de Abdu'l-Bahá, heredero de Baha'ullah y segundo líder supremo del bahaísmo. Munirih, a la que se refiere como "Santa madre" (santa en el sentido de sagrada), fue una de las figuras principales del behaísmo de su época y se le considera la primera mujer persa en escribir y publicar una autobiografía.